# Art turc
L'art turc se réfère à toutes les œuvres d'art provenant de la zone géographique de ce qui est présent aujourd'hui en Turquie.